# Lladura
La Lladura est une rivière française du département des Pyrénées-Orientales de la région Occitanie, en ancienne région Languedoc-Roussillon et un affluent gauche du fleuve l'Aude.

## Géographie
De 15,6 kilomètres de longueur, la Lladura prend sa source sur la commune des Angles à 2 252 mètres d'altitude, sud du Puig Peric (2 810 m).
Il coule globalement du sud-ouest vers le nord-est.
Il conflue en rive gauche de l'Aude sur la commune de Réal, à 1 425 mètres d'altitude.
Les cours d'eau voisins sont, dans le sens des aiguilles d'une montre, el Galba au nord, l'Aude au nord-est, à l'est, au sud-est, et au sud, la Têt au sud-ouest et l'Ornière à l'ouest et au nord-ouest.

### Communes et cantons traversés
Dans le seul département des Pyrénées-Orientales (66), la Lladura traverse les trois communes suivantes, dans le sens amont vers aval, Des Angles (source), Formiguères, Réal (confluence).
Soit en termes de cantons, la Lladura traverse un seul canton, prend source et conflue dans le même canton des Pyrénées catalanes, dans l'arrondissement de Prades.

### Bassin versant
La Lladura traverse une seule zone hydrographique L'Aude de sa source à la retenue de Puyvalador incluse (Y100) de 137 km2. Ce bassin versant est composé à 81,32 % de « forêts et milieux semi-naturels », à 15,09 % de « territoires agricoles », à 2,17 % de « territoires artificialisés », à 2,01 % de « surfaces en eau ».

## Affluents
La Lladura a deux tronçons affluents référencés :
- le Rec de Valisera ou Rec de Valiserra (rd) 6,7 km, sur la seule commune des Angles.
- le Rec de l'Olive ou Rec de les Planes d'Amont (rg), 2,6 km sur la seule commune de Formiguères.

Le rang de Strahler est donc de deux.